# El Mansour
El volcán del Mansour es uno de los volcanes submarinos que forma parte de la Cuenca del Mar de Alborán. Pertenece a España, al S del Cabo de Gata. Forma parte de un conjunto de volcanes submarinos; datando de la misma época el volcán Gurugú y el campo volcánico de las Tres Forcas. Es un edificio volcánico de 12 kilómetros de largo, y tiene alguna similitud con el Gurugú.